# Associação Desportiva COC
A Associação Desportiva COC, mais conhecida como COC/Ribeirão Preto, foi uma equipe de basquete localizada em Ribeirão Preto, São Paulo.

## História
A história da equipe de basquete de Ribeirão Preto tem início em dezembro de 1996, através de uma parceria da Polti Vaporetto e o Sistema COC de Educação e Comunicação, sendo chamado de Polti/COC/Ribeirão. O time foi formado pela migração de jogadores e da comissão técnica do extinto Dharma/Yara, de Franca, que encerrou suas atividades após a eliminação no Campeonato Paulista de 1996. A equipe obteve resultados expressivos já em 1997, conquistando um honroso 5º lugar no Campeonato Nacional e o vice Campeonato Paulista, perdendo na final para o vizinho e arquirrival, Franca.

### Derrota para o Franca na final do Campeonato Nacional
Em 1998, sob o comando do Guerrinha, idealizador do projeto riberão-pretano, a equipe alcançou a decisão do Campeonato Nacional. A série final contra o Franca foi emocionante, o COC chegou a abrir 2 a 0, mas tomou a virada e amargou o vice campeonato, perdendo os dois últimos jogos em seu mando, mas não em casa, já que as partidas aconteceram em Araras, a 153 km de Ribeirão Preto. Após a final, a Polti deixou de patrocinar o time.
Em junho de 2000, Lula Ferreira assumiu a equipe e implantou um novo sistema de trabalho, privilegiando não só a equipe adulta, mas também o trabalho de formação de atletas. Começava aí uma era vitoriosa para o time de Ribeirão Preto.

### Os primeiros títulos e o recorde de vitórias consecutivas
Em 2001, o time chegou novamente à final do Campeonato Nacional, mas foi derrotado pelo Vasco da Gama, por 3 a 0 na série decisiva. Ainda em 2001, a equipe de Ribeirão Preto conquistou seu primeiro título paulista, batendo o Uniara/Araraquara na série final por 3 a 1. O time de Araraquara também seria o adversário na decisão do Paulista de 2002 quando, novamente, deu COC. O bicampeonato paulista teve um sabor especial já que a conquista de 2002 aconteceu de forma invicta, com 39 vitórias em 39 partidas.

### A conquista do título nacional
A série invicta se extendeu até os primeiros quatro jogos do Nacional de 2003, totalizando 43 partidas oficiais sem derrotas, a maior sequência de uma equipe no Brasil, até o ano de 2023, quando o Franca quebrou este recorde. Na decisão do Brasileiro, a equipe de Ribeirão Preto bateu, por 3 a 1, o time do Unitri/Uberlândia, que teve a vantagem do mando de quadra naquele playoff final. 2003 também foi o ano do tricampeonato paulista. Na final do estadual, o COC bateu o Corinthians/Mogi por três jogos a zero.

### Hegemonia paulista
Em 2004, a dinastia do estado foi confirmada pela conquista do tetra campeonato paulista. No Campeonato Paulista de 2004, o adversário nas finais foi a Winner/Limeira.
No ano seguinte, o pentacampeonato regional foi alcançado ao bater o Paulistano na decisão. Foi a primeira vez na história do Campeonato Paulista que um time foi campeão de forma consecutiva em cinco anos seguidos. Entre 1947 e 1956, o Corinthians venceu cinco paulistas sucessivamente, mas não em cinco anos ininterruptos já que, entre 1948 e 1950, e também em 1953, não houve disputa do regional mais tradicional do país.

### O fim de uma era
Em 2006, o COC foi vice-campeão da Liga Sul-Americana de Basquete, perdendo para o Ben Hur, da Argentina. Também em 2006, o COC voltou às cabeças do Campeonato Nacional, chegando pela quarta vez em sua história à final da competição, mais uma vez contra o Franca, a exemplo do que havia acontecido em 1998. Só que desta vez, o Brasileiro não teve campeão, num dos momentos mais tristes da história do basquete brasileiro. Um imbróglio judicial interrompeu o campeonato durante sua série final, em que a equipe ribeirão-pretana liderava a série. Chateando e descontente com a desorganização que o basquete brasileiro passava, o patrocinador e mantenedor do time optou por encerrar o projeto COC, um dos mais vitoriosos da história do basquete brasileiro.

## Títulos
| Nacionais | Nacionais             | Nacionais | Nacionais                     |
|           | Competição            | Títulos   | Temporada                     |
| --------- | --------------------- | --------- | ----------------------------- |
| Brasil    | Campeonato Brasileiro | 1         | 2003                          |
| Estaduais |                       |           |                               |
|           | Competição            | Títulos   | Temporada                     |
| São Paulo | Campeonato Paulista   | 5         | 2001, 2002, 2003, 2004 e 2005 |

### Outros torneios
- Copa Tess: 2000.
- Torneio McDonald's-COC de Basquete: 2001.
- Copa EPTV: 2002.

## Campanhas de destaque
- Vice-campeão da Liga Sul-Americana de Basquete: 2006.
- Vice-campeão do Campeonato Brasileiro: 2 vezes (1998 e 2001).
- Vice-campeão do Campeonato Paulista: 1997.

## Jogadores históricos
- Alex Garcia
- Charles Byrd
- Guerrinha
- Guilherme Giovannoni
- Janjão
- Josuel dos Santos
- Murilo Becker
- Nezinho
- Rafael Hettsheimeir
- Renato Lamas
- Vanderlei
- Wes Matthews

## Treinadores históricos
- Edvar Simões

- Lula Ferreira

| Seleção Principal | Seleção de Base |